# Сосново-Солонецкий район
Сосново-Солонецкий район — упразднённая административно-территориальная единица в составе Куйбышевской области, существовавшая в 1941—1960 годах. Административный центр — село Сосновый Солонец.

## Население
По данным переписи 1959 года в районе проживал 10 801 чел.

## История
Сосново-Солонецкий район был образован 7 февраля 1941 года в составе Куйбышевской области. В район вошло 9 сельсоветов, выделенных из Молотовского района.
По данным 1945 года район включал 10 сельсоветов: Александровский, Аскульский, Бахиловский, Больше-Рязанский, Брусянский, Жигулёвский, Кармалинский, Осиновский, Отважинский и Сосново-Солонецкий.
В 1946 году село Отважное Сосново-Солонецкого района было преобразовано в рабочий посёлок Отважный, который в 1949 году был переименован в Жигулёвск.
30 июня 1960 года Сосново-Солонецкий район был преобразован в Жигулёвский район.